# Explosión de Leverkusen de 2021
Se produjo una explosión en Chempark, un parque industrial para fábricas químicas en Leverkusen, Alemania, el 27 de julio de 2021, a las 9:40 a.m. hora local, enviando una nube de humo sobre la ciudad.
La ciudad de Leverkusen declaró que la explosión, que provocó un incendio, se produjo en tanques de almacenamiento de disolventes. En un primer comunicado, el departamento de bomberos de Colonia dijo que las mediciones de contaminación del aire no mostraban ningún tipo de anormalidad, el humo había bajado y que continuarían midiendo el aire en busca de toxinas. Más tarde, el departamento de medio ambiente de Renania del Norte-Westfalia (LANUV) anunció que esperaban dosis tóxicas de dioxinas, PCB y furano o sus derivados en la lluvia radiactiva de la nube de humo y les dijo a los residentes de las grandes áreas circundantes que no comieran ni tocasen la fruta de su casa. jardines, incluso para no limpiar superficies y objetos de la lluvia radiactiva hasta nuevo aviso. La explosión mató al menos a cinco personas y dejó 31 heridas más, otras dos permanecieron desaparecidas. Todas las víctimas fueron trabajadores del lugar. .